# Список игроков ФК «Томь» (100 и более матчей)

Футбольный клуб «Томь» в разные годы носил название «Буревестник» (1957), «Томич» (1958, 1961—1963), «Сибэлектромотор» (1959—1960), «Торпедо» (1964—1967, 1974—1978), «Томлес» (1968—1973), «Манометр» (1979—1987). Футболисты, включённые в этот список, провели за томский клуб не менее ста официальных матчей (включая выходы на замену). Чтобы посмотреть список всех игроков «Томи» (вне зависимости от количества выступлений за первую команду), статьи о которых есть в Википедии, обратитесь к соответствующей категории. Посмотреть текущий состав команды можно в основной статье о клубе. По состоянию на конец сезона 2021/22 100 и более матчей за «Томь» провели 89 футболистов.  Последним игроком, преодолевшим рубеж в 100 матчей за клуб, стал Евгений Башкиров.
«Томь» — российский профессиональный футбольный клуб из Томска. Основан в 1957 году. Высшие достижения: 8 место в премьер-лиге 2006 и 2010, а также выход в полуфинал Кубка России 2007/08.

## Список

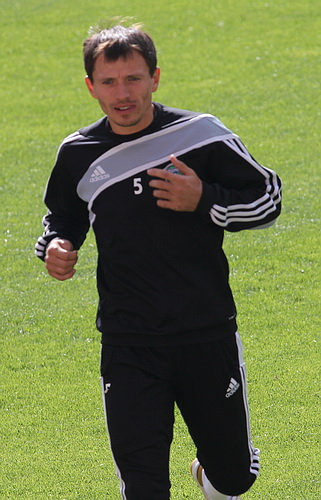
Сергей Скобляков играл за «Томь» с 2002 по 2011 год

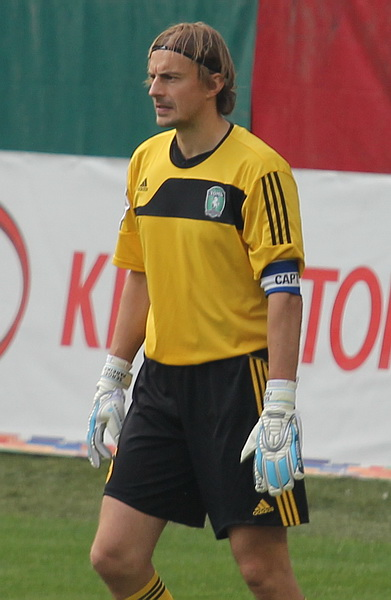
Сергей Парейко — капитан «Томи» в 2009—2010 годах

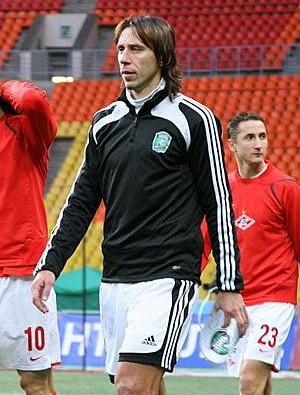
Валерий Климов — автор первого гола «Томи» в Премьер-лиге

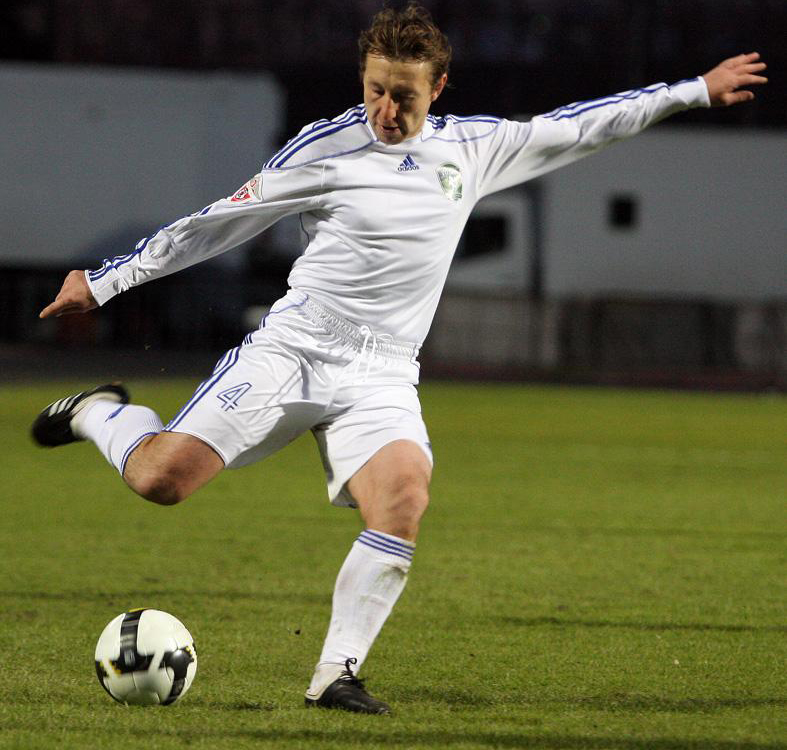
Василий Янотовский провёл за команду 265 матчей

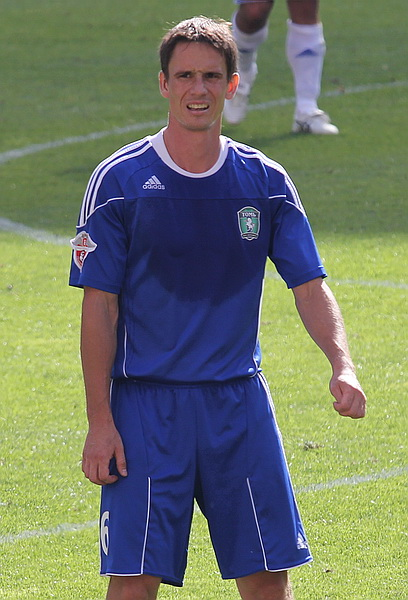
Дмитрий Мичков играл за «Томь» с 2007 по 2010 год

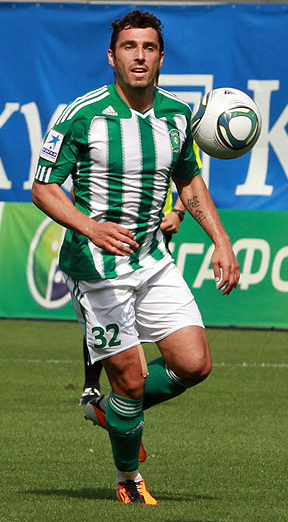
Никита Баженов провёл за команду 132 матча

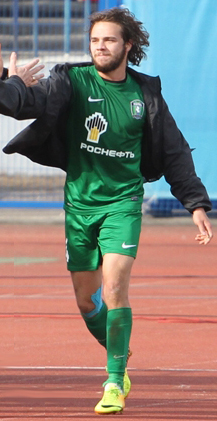
Евгений Башкиров — выступал за «Томь» с 2012 по 2016 год и провел 107 матчей.

По состоянию на 31 мая 2022 года в список входит 89 футболистов.
| Гр                                  | Имя                                | Позиция  | Период                                | Матчи | Голы |
| ----------------------------------- | ---------------------------------- | -------- | ------------------------------------- | ----- | ---- |
| Флаг СССР                           | Цветков, Вячеслав Васильевич       | Защ      | 1957—1964                             | 179   | 4    |
| Флаг СССР                           | Ращупкин, Геннадий Михайлович      | Защ / ПЗ | 1957—1965                             | 197   | 21   |
| Флаг СССР                           | Топчиенко, Юрий Владимирович       | ПЗ       | 1957—1967                             | 287   | 20   |
| Флаг СССР                           | Ченцов, Анатолий Терентьевич       | ПЗ / Нап | 1957—1961, 1966—1967                  | 152   | 37   |
| Флаг СССР                           | Ченцов, Владимир Терентьевич       | ПЗ / Нап | 1957—1961, 1964—1967                  | 265   | 43   |
| Флаг СССР                           | Козлов, Николай Андреевич          | Нап      | 1958—1962                             | 133   | 41   |
| Флаг СССР                           | Лиханов, Виктор Фёдорович          | Вр       | 1958—1963                             | 145   | 0    |
| Флаг СССР                           | Мелков, Геннадий Александрович     | Защ      | 1960—1964                             | 111   | 2    |
| Флаг СССР                           | Тюфяков, Александр Алексеевич      | Нап      | 1960—1964                             | 140   | 25   |
| Флаг СССР                           | Иценко, Иван Максимович            | Нап      | 1961—1968                             | 180   | 56   |
| Флаг СССР                           | Демирджи, Сулейман Этэмович        | Вр       | 1964—1968                             | 131   | 0    |
| Флаг СССР                           | Абасов, Ариф Микаэлович            | Нап      | 1964—1974                             | 295   | 53   |
| Флаг СССР                           | Боровик, Валерий Андреевич         | Нап      | 1965—1972                             | 246   | 41   |
| Флаг СССР                           | Бородин, Вячеслав Петрович         | Вр       | 1966—1976                             | 143   | 0    |
| Флаг СССР                           | Ханин, Юрий Алексеевич             | Защ      | 1966—1970                             | 173   | 3    |
| Флаг СССР                           | Куць, Вячеслав Васильевич          | Защ / ПЗ | 1967, 1970—1977                       | 236   | 8    |
| Флаг СССР                           | Путинцев, Анатолий Алексеевич      | Защ      | 1968—1973                             | 204   | 9    |
| Флаг СССР                           | Соболев, Сергей Александрович      | Защ / ПЗ | 1968—1971                             | 115   | 7    |
| Флаг СССР                           | Степанов, Александр А.             | ПЗ / Нап | 1968—1973                             | 165   | 15   |
| Флаг СССР                           | Швыков, Игорь Александрович        | Вр       | 1969—1973                             | 116   | 0    |
| Флаг СССР                           | Мелехин, Юрий Г.                   | Защ / ПЗ | 1969—1973                             | 174   | 3    |
| Флаг СССР                           | Фальковский, Борис Моисеевич       | Защ      | 1969—1974                             | 164   | 0    |
| Флаг СССР                           | Соколухин, Владимир Семёнович      | ПЗ       | 1970—1973                             | 123   | 15   |
| Флаг СССР                           | Чепас, Казимирас Игнович           | Нап      | 1970—1973                             | 118   | 36   |
| Флаг СССР                           | Букач, Виктор Иванович             | Защ / ПЗ | 1970—1971, 1975—1978                  | 118   | 2    |
| Флаг СССР                           | Пашинин, Владимир Николаевич       | Нап      | 1971—1979                             | 232   | 37   |
| Флаг СССР                           | Медников, Юрий Григорьевич         | Защ      | 1972—1976                             | 112   | 1    |
| Флаг СССР                           | Иванов, Валерий Семёнович          | Нап      | 1973, 1976—1980                       | 172   | 36   |
| Флаг СССР                           | Ерёмин, Александр Николаевич       | Нап      | 1974—1977                             | 103   | 8    |
| Флаг СССР                           | Помещиков, Владимир Васильевич     | ПЗ       | 1975—1986, 1988—1991                  | 413   | 42   |
| Флаг СССР                           | Соловцов, Виталий Александрович    | Защ      | 1975—1986                             | 296   | 19   |
| Флаг СССР                           | Гимро, Игорь Георгиевич            | ПЗ       | 1976—1978                             | 114   | 14   |
| Флаг СССР · Флаг России (1991—1993) | Скороходов, Александр Алексеевич   | ПЗ / Нап | 1976—1979, 1983—1988, 1992—1993       | 272   | 27   |
| Флаг СССР                           | Беликов, Алексей Алексеевич        | Защ      | 1976—1986                             | 243   | 2    |
| Флаг СССР                           | Комаров, Александр Борисович       | Вр       | 1977—1983                             | 140   | 0    |
| Флаг СССР · Флаг России             | Пузанов, Владимир Александрович    | ПЗ       | 1977—1980, 1985—1987, 1996            | 217   | 14   |
| Флаг СССР                           | Трофимчук, Олег Алексеевич         | Защ      | 1978—1982                             | 125   | 0    |
| Флаг СССР                           | Никулин, Александр Афанасьевич     | Нап      | 1978—1979, 1981, 1985—1986            | 133   | 40   |
| Флаг СССР                           | Егоров, Борис Алексеевич           | Нап      | 1978—1980, 1985—1987                  | 163   | 19   |
| Флаг СССР                           | Радьков, Виктор Васильевич         | ПЗ / Нап | 1979—1984                             | 145   | 11   |
| Флаг СССР · Флаг России (1991—1993) | Широков, Юрий Михайлович           | ПЗ       | 1979—1989, 1991—1992                  | 356   | 39   |
| Флаг СССР · Флаг России             | Демчук, Сергей Васильевич          | ПЗ       | 1979—1983, 1985—1994                  | 359   | 23   |
| Флаг СССР                           | Франк, Эдуард Рудольфович          | ПЗ / Нап | 1979, 1984—1987, 1989—1990            | 159   | 23   |
| Флаг СССР · Флаг России             | Жидков, Юрий Владимирович          | Защ / ПЗ | 1980—1981, 1984, 1986—1990, 1993—1994 | 268   | 15   |
| Флаг СССР                           | Коробко, Евгений Иванович          | Защ      | 1980—1985                             | 150   | 3    |
| Флаг СССР · Флаг России             | Баскаков, Василий Владимирович     | Защ      | 1981—1989, 1991—1993, 1997            | 307   | 11   |
| Флаг СССР                           | Шарабарин, Владимир Николаевич     | ПЗ / Нап | 1981—1987                             | 185   | 37   |
| Флаг СССР                           | Краснослободцев, Сергей Васильевич | Вр       | 1981—1996                             | 452   | 0    |
| Флаг СССР · Флаг России (1991—1993) | Чиглинцев, Борис Васильевич        | Защ      | 1984—1988, 1992—1993                  | 163   | 4    |
| Флаг СССР · Флаг России             | Лаухин, Игорь Валерьевич           | ПЗ       | 1984—1985, 1990, 1992—1995            | 131   | 14   |
| Флаг СССР · Флаг России             | Потехин, Олег Геннадьевич          | Защ      | 1985—1997                             | 326   | 6    |
| Флаг СССР · Флаг России             | Перминов, Алексей Юрьевич          | Защ      | 1986—1988, 1998—2001                  | 193   | 3    |
| Флаг СССР · Флаг России             | Каштанов, Сергей Владимирович      | Защ / ПЗ | 1987—1988, 1992—1997, 1999            | 192   | 15   |
| Флаг СССР · Флаг России             | Ирзаев, Виталий Владимирович       | Защ      | 1987—1988, 1991, 1996—2000            | 186   | 6    |
| Флаг СССР · Флаг России             | Харламов, Станислав Олегович       | Защ / ПЗ | 1989—2001                             | 323   | 12   |
| Флаг СССР · Флаг России             | Коновалов, Валерий Александрович   | ПЗ       | 1989—2001                             | 409   | 37   |
| Флаг СССР · Флаг России             | Себелев, Виктор Евгеньевич         | Нап      | 1989—2004                             | 434   | 83   |
| Флаг СССР · Флаг России             | Кудинов, Дмитрий Анатольевич       | Нап      | 1989—1991, 1997—2000                  | 188   | 40   |
| Флаг СССР · Флаг России             | Кашин, Евгений Борисович           | Защ      | 1991—1997                             | 172   | 6    |
| Флаг СССР · Флаг России             | Раззамазов, Олег Николаевич        | ПЗ / Нап | 1991—1997                             | 178   | 52   |
| Флаг России                         | Долгов, Алексей Алексеевич         | Защ      | 1992—1999                             | 194   | 4    |
| Флаг России                         | Ахиджак, Руслан Байзетович         | ПЗ / Нап | 1992—1999                             | 175   | 51   |
| Флаг России                         | Кавецкий, Александр Фёдорович      | ПЗ / Нап | 1993—2002                             | 228   | 23   |
| Флаг России                         | Степанов, Дмитрий Юрьевич          | Защ      | 1994—1999                             | 121   | 2    |
| Флаг России                         | Михеев, Николай Николаевич         | ПЗ       | 1994—1999                             | 104   | 3    |
| Флаг России                         | Вишневский, Вячеслав Николаевич    | Нап      | 1994, 1997—1998, 2002—2003            | 130   | 30   |
| Флаг России                         | Зеленов, Юрий Николаевич           | ПЗ / Нап | 1995, 1997, 1999—2001                 | 113   | 8    |
| Флаг России                         | Жуков, Сергей Николаевич           | ПЗ       | 1997—2002                             | 172   | 37   |
| Флаг России                         | Агеев, Сергей Юрьевич              | Нап      | 1997—2001                             | 187   | 38   |
| Флаг России                         | Суровцев, Александр Валерьевич     | Вр       | 1999—2004                             | 128   | 0    |
| Флаг России                         | Янотовский, Василий Григорьевич    | ПЗ       | 1999—2010                             | 265   | 5    |
| Флаг России                         | Исайченко, Виктор Викторович       | Защ      | 2000—2004                             | 109   | 1    |
| Флаг России                         | Барышев, Эдуард Викторович         | Защ      | 2000—2004                             | 114   | 0    |
| Флаг России                         | Рехтин, Сергей Валентинович        | Защ      | 2000—2006                             | 133   | 4    |
| Флаг России                         | Кандалинцев, Алексей Сергеевич     | ПЗ       | 2000—2003                             | 121   | 13   |
| Флаг России                         | Силютин, Андрей Анатольевич        | ПЗ       | 2000—2004                             | 146   | 9    |
| Флаг России                         | Передня, Сергей Александрович      | Нап      | 2000—2004                             | 125   | 29   |
| Флаг России                         | Скобляков, Сергей Леонидович       | Защ / ПЗ | 2002—2011                             | 296   | 17   |
| Флаг России                         | Харитонов, Александр Николаевич    | ПЗ       | 2002—2004, 2008—2011                  | 165   | 16   |
| Флаг России                         | Калешин, Евгений Игоревич          | Защ / ПЗ | 2003—2007                             | 123   | 6    |
| Флаг России                         | Киселёв, Денис Юрьевич             | Нап      | 2004—2010                             | 106   | 29   |
| Флаг Эстонии                        | Парейко, Сергей Викторович         | Вр       | 2005—2010                             | 120   | 0    |
| Флаг Молдовы                        | Катынсус, Валерий Васильевич       | Защ      | 2005—2009                             | 133   | 2    |
| Флаг России                         | Климов, Валерий Александрович      | ПЗ       | 2005—2012                             | 183   | 21   |
| Флаг России                         | Мичков, Дмитрий Вячеславович       | ПЗ       | 2007—2010                             | 107   | 8    |
| Флаг Сербии                         | Йокич, Джордже                     | Защ      | 2008—2011                             | 107   | 9    |
| Флаг России                         | Голышев, Павел Сергеевич           | ПЗ / Нап | 2011, 2012—2015, 2016—2017            | 143   | 27   |
| Флаг России                         | Баженов, Никита Александрович      | ПЗ / Нап | 2011—2016                             | 132   | 19   |
| Флаг России                         | Башкиров, Евгений Олегович         | ПЗ       | 2012—2016                             | 107   | 6    |

Гр — футбольное гражданство игрока, Имя — имя футболиста, Позиция — позиция футболиста на поле, Период — сезоны, провёденные футболистом в «Томи», Матчи — количество официальных матчей, сыгранных футболистом за «Томь», Голы — количество забитых мячей в официальных матчах за «Томь». Полужирным выделены футболисты, продолжающие выступать за «Томь».